# Stanisław Sarmatow
Stanisław Sarmatow, właśc. Stanisław Francewicz Openchowski (ros. Станислав Францевич Сарматов (Опеньховский), ur. 1874 w Kijowie, zm. 1925 w Nowym Jorku) – rosyjski kuplecista. Występował w teatrach Charkowa, Sankt Petersburga i Moskwy. W 1920 roku emigrował do Stanów Zjednoczonych, gdzie zmarł w biedzie i zapomnieniu.